# تپه مله دزگه
تپه مله دزگه مربوط به عصر مس - سده‌های میانه دوران‌های تاریخی پس از اسلام است و در شهرستان سرپل ذهاب، بخش مرکزی، دهستان دشت ذهاب، جنوب روستای مله دزگه واقع شده و این اثر در تاریخ ۲۶ اسفند ۱۳۸۷ با شمارهٔ ثبت ۲۵۵۹۳ به‌عنوان یکی از آثار ملی ایران به ثبت رسیده است.